# Khánh Công
Khánh Công là một xã thuộc huyện Yên Khánh, tỉnh Ninh Bình, Việt Nam.

## Địa lý
Xã Khánh Công cách trung tâm thành phố Ninh Bình 21 km, có vị trí địa lý:
- Phía đông giáp sông Đáy
- Phía nam giáp xã Khánh Thành
- Phía tây giáp xã Khánh Thành
- Phía bắc giáp xã Khánh Trung.

Xã Khánh Công có diện tích 7,57 km², dân số năm 2019 là 6.602 người, mật độ dân số đạt 865 người/km².

## Hành chính
Xã Khánh Công có 11 thôn, xóm được chia thành 10 xóm: 1, 2, 3, 7, 8, 10, 11, 12, 13, 14 và thôn Bồng Hải.

## Lịch sử
Ngày 18 tháng 12 năm 1976, Bộ trưởng Chủ nhiệm Văn phòng Chính phủ thủ tướng ban hành Quyết định số 1506-TCCP về việc chia xã Khánh Trung thành 2 xã là xã Khánh Trung và Khánh Công.
Ngày 27 tháng 4 năm 1977, Hội đồng chính phủ ban hành Quyết định 125-CP về việc sáp nhập xã Khánh Công thuộc huyện Yên Khánh mới giải thể vào huyện Kim Sơn.
Ngày 4 tháng 7 năm 1994, Chính phủ ban hành Nghị định số 59-CP về việc chuyển xã Khánh Công thuộc huyện Kim Sơn về huyện Yên Khánh mới tái lập quản lý.